# Лисенко Руслан Вікторович
Лисенко Руслан Вікторович (нар. 18 травня 1976 , Великі Будки, Недригайлівський район, Сумська область, Україна) — український біатлоніст, учасник трьох Олімпійських ігор 1998, 2002 та 2006 років, чемпіонатів світу, учасник та призер етапів кубка світу з біатлону, дворазовий призер чемпіонатів Європи з біатлону. Майстер спорту міжнародного класу (1999). У 2007 році завершив спортивну кар'єру

## Виступи на Олімпійських іграх
| Рік  | Місце проведення | Інд | Спр | Пр  | МС | Ест |
| 1998 | Нагано           |     | 30  |     |    | 18  |
| 2002 | Солт-Лейк-Сіті   | 24  | 53  | DNS |    | 7   |
| 2006 | Турин            | 18  | 44  | 41  |    | 7   |

## Виступи на Чемпіонатах світу
| Рік  | Міце проведення      | Інд | Спр | Пр | МС | Ест | ЗМ |
| 1995 | Антхольц-Антерсельва |     | 51  |    |    | 11  |    |
| 1996 | Рупольдінг           | 21  | 30  |    |    | 13  |    |
| 1997 | Брезно-Осрбліє       | 35  | 65  |    |    | 13  |    |
| 1999 | Контіолахті          |     | 37  | 38 |    | 11  |    |
| 1999 | Осло                 | 65  |     |    |    |     |    |
| 2000 | Осло                 | 34  | 56  | 43 |    |     |    |
| 2000 | Лахті                |     |     |    |    | 8   |    |
| 2001 | Поклюка              | 6   | 54  | 37 | 27 | 13  |    |
| 2003 | Ханти-Мансійськ      | 68  |     |    |    | 10  |    |
| 2004 | Обергоф              | 25  | 51  | 39 |    | 7   |    |
| 2005 | Гохфільцен           | 57  |     |    |    |     |    |
| 2006 | Поклюка              |     |     |    |    |     | 9  |

## Кар'єра в Кубку світу
Першим роком Романа в біатлоні став 1990 рік, а починаючи з 1994 року він почав виступати за національну збірну України з біатлону.
- Дебют в кубку світу — 8 грудня 1994 року в індивідуальній гонці в Бад-Гаштейні — 44 місце.
- Перше попадання в залікову зону — 4 лютого 1996 року в індивідуальній гонці в Рупольдинзі — 21 місце.
- Перший подіум — 2 грудня 1999 року в індивідуальній гонці в Гохфільцені — 2 місце.

## Загальний залік в Кубку світу
- 1995–1996 — 70-е місце
- 1999–2000 — 35-е місце
- 2000–2001 — 51-е місце
- 2001–2002 — 72-е місце
- 2002–2003 — 55-е місце
- 2003–2004 — 76-е місце
- 2004–2005 — 66-е місце
- 2005–2006 — 43-е місце